# Moravec
Moravec je priimek več znanih Slovencev:
- Dušan Moravec (1920–2015), gledališki in literarni zgodovinar, pisatelj, dramaturg in urednik
- Dušan Moravec (* 1964), filmski režiser - dokumentarist
- Ivan Moravec (1898—?), ljubiteljski gledališčnik
- Primož Moravec (* 1975), matematik
- Slavko Moravec, zasebni vojaški muzealec v Idriji
- Stana Vrhovec (por. Moravec) (1919—2001), aktivistka OF...

#### Tuji nosilci
- Emanuel Moravec (1891–1945), češki oficir in politik, kolaboracionist
- František Moravec (1895–1966), češki obveščevalni oficir
- Ivan Moravec (1930–2015), češki koncertni pianist